# كوارتيت
كوارتيت (باليابانية: カルテット) (بالإنجليزية: Quartet) مسلسل دراما وتشويق ياباني من اخراج دوي نوبوهيرو وكتابة يوجي ساكاموتو وانتاج قناة تي بي إس اليابانية بدء عرضه في 17 كانون الثاني 2017 كل يوم ثلاثاء الساعة 10 مساءً.

## القصة
في يوم ما يلتقي أربعة اشخاص عن طريق الصدفة، ماكي ماكي عازفة كمان أول وسيبوكي سوزومي عازفة تشيلو، وايموري يوتاكا عازف كمان وبيبو تسوكاسا عازف كمان ثاني. الاربعة في الثلاثينيات من أعمارهم ولم يحققوا أحلامهم بعد أو يشعروا بالاكتفاء في حياتهم. يشكل الأربعة فرقة عزف رباعية ويقضون الشتاء في منطقة كارويزاوا الجميلة يتدربون. ولكن هذه «الصدفة» تخفي سراً كبيراً.

## الممثلون
- تاكاكو ماتسو بدور ماكي ماكي.[2]
- هيكاري ميتسوشيما بدور سيبوكي سوزومي.[2]
- ریوهي ماتسودا بدور بيبو تسوكاسا.[2]
- ایسي تاکاهاشي بدور ايموري يوتاكا.[2]

## نسب المشاهدة
| الحلقة الاولى            | 17 كانون الثاني 2017 | 偶然の出会いに隠された4つの嘘…大人のラブサスペンス!! | 9.8%  |
| الحلقة الثانية           | 24 كانون الثاني 2017 | 片思いのはじまり…明かされる秘密､新たな嘘             | 9.6%  |
| الحلقة الثالثة           | 31 كانون الثاني 2017 | あなたの過去バラしますよ…？秘密と恋の四角関係        | 7.8%  |
| الحلقة الرابعة           | 7 شباط 2017          | 妻はピラニア、婚姻届けは呪いを叶えるデスノート       | 7.2%  |
| الحلقة الخامسة           | 14 شباط 2017         | 3人の女の戦い、涙、衝撃の告白                        | 8.5%  |
| الحلقة السادسة           | 21 شباط 2017         | 第二章開幕!!夫の告白、妻の涙…迎える衝撃の結末        | 7.3%  |
| الحلقة السابعة           | 28 شباط 2017         | 人を殺しました…夫婦決死の逃亡劇、涙の結末は!!        | 8.2%  |
| الحلقة الثامنة           | 7 آذار 2017          | 最後で最大の嘘つきは誰だ!?激動の最終章､開幕!!        | 9.5%  |
| الحلقة التاسعة           | 14 آذار 2017         | なりすました女、衝撃の告白!!カルテット涙の別れ       | 11.0% |
| الحلقة العاشرة           | 21 آذار 2017         | 最期のまさか…さよならドーナッツホール                | 9.8%  |
| متوسط نسبة المشاهدة 8.9% |                      |                                                      |       |

## مواقع التصوير
- محافظة ناغانو، مدينة كارويزاوا
  - امام محطة كارويزاروا.[13]
  - بوابة قطع التذاكر وممر المشاة في محطة كارويزاروا.[14]
  - بحيرة (كارويزاروا تالييسن)[15]
  - منطقة هوشينو (مجمع الأنشطة التجارية في كارويزاوا)[15]
  - كنيسة اتحاد كارويزاروا [15]
  - قاعة أغ كارويزاوا للحفلات الموسيقية（الحلقة الخامسة[16]・الحلقة السابعة・الحلقة الثامنة）[17]
- مدينة ميوتا، ناغانو.
  - متجر MY SHOP (خط أساما)[15]

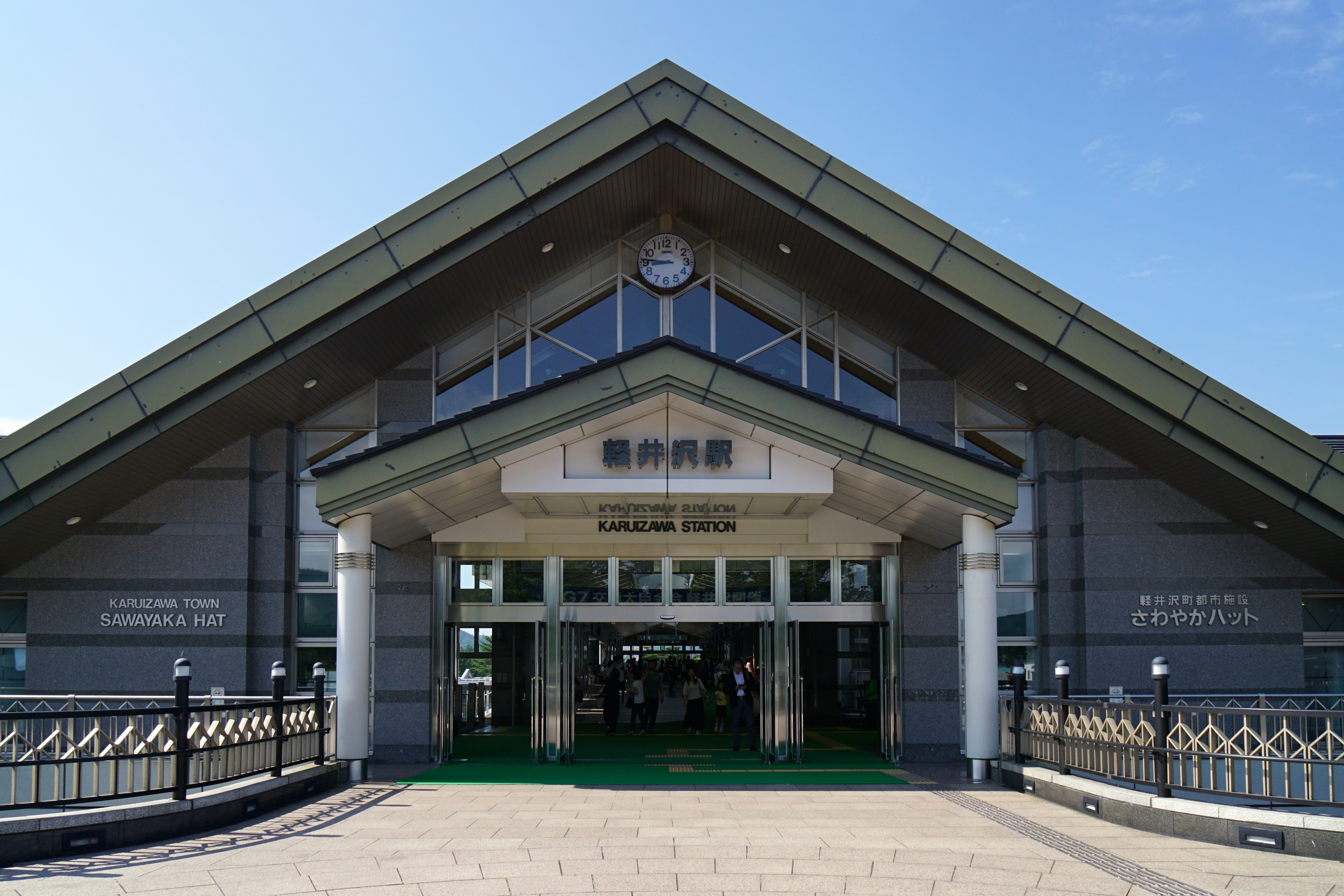
محطة كارويزاوا
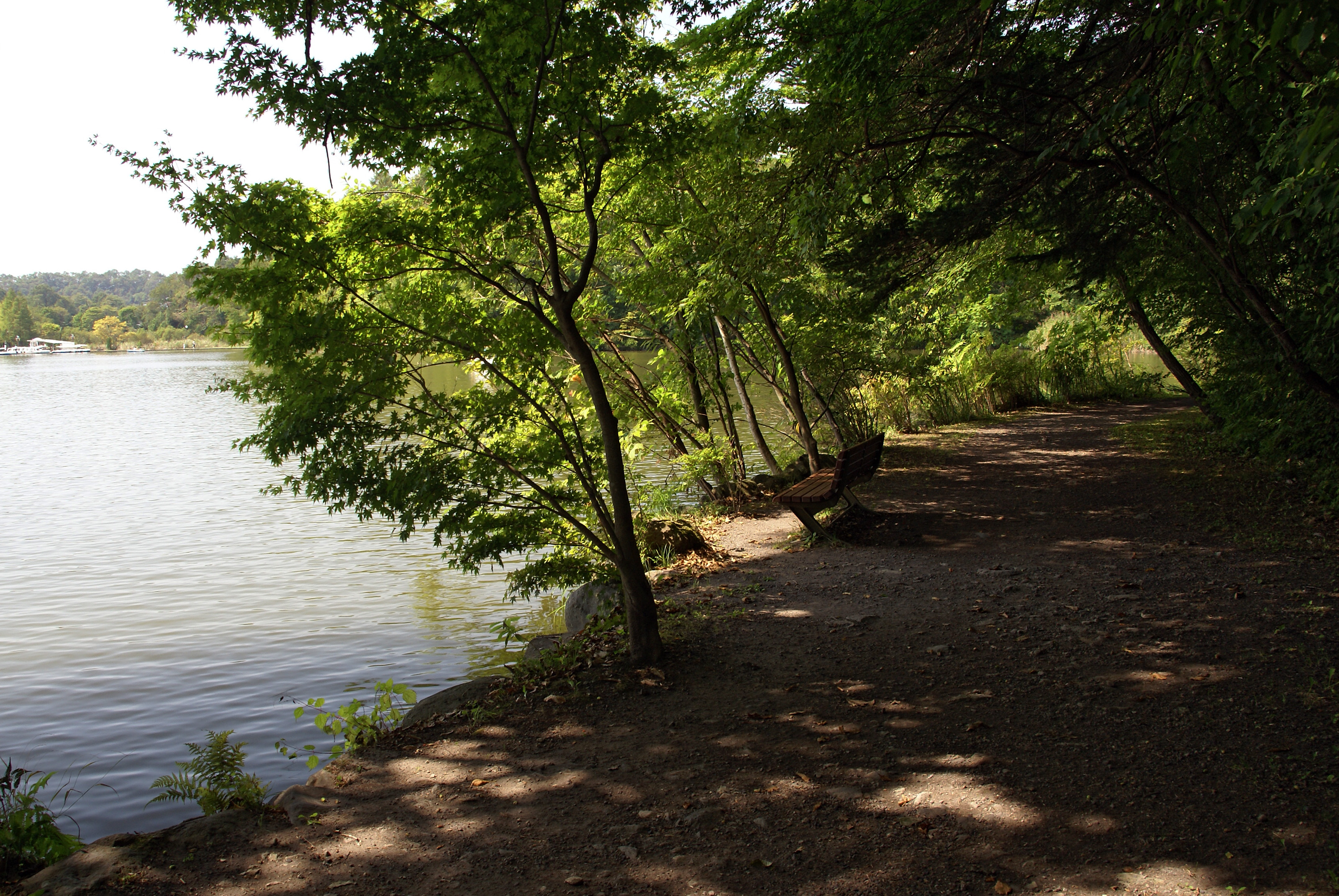
بحيرة (كارويزاروا تالييسن)
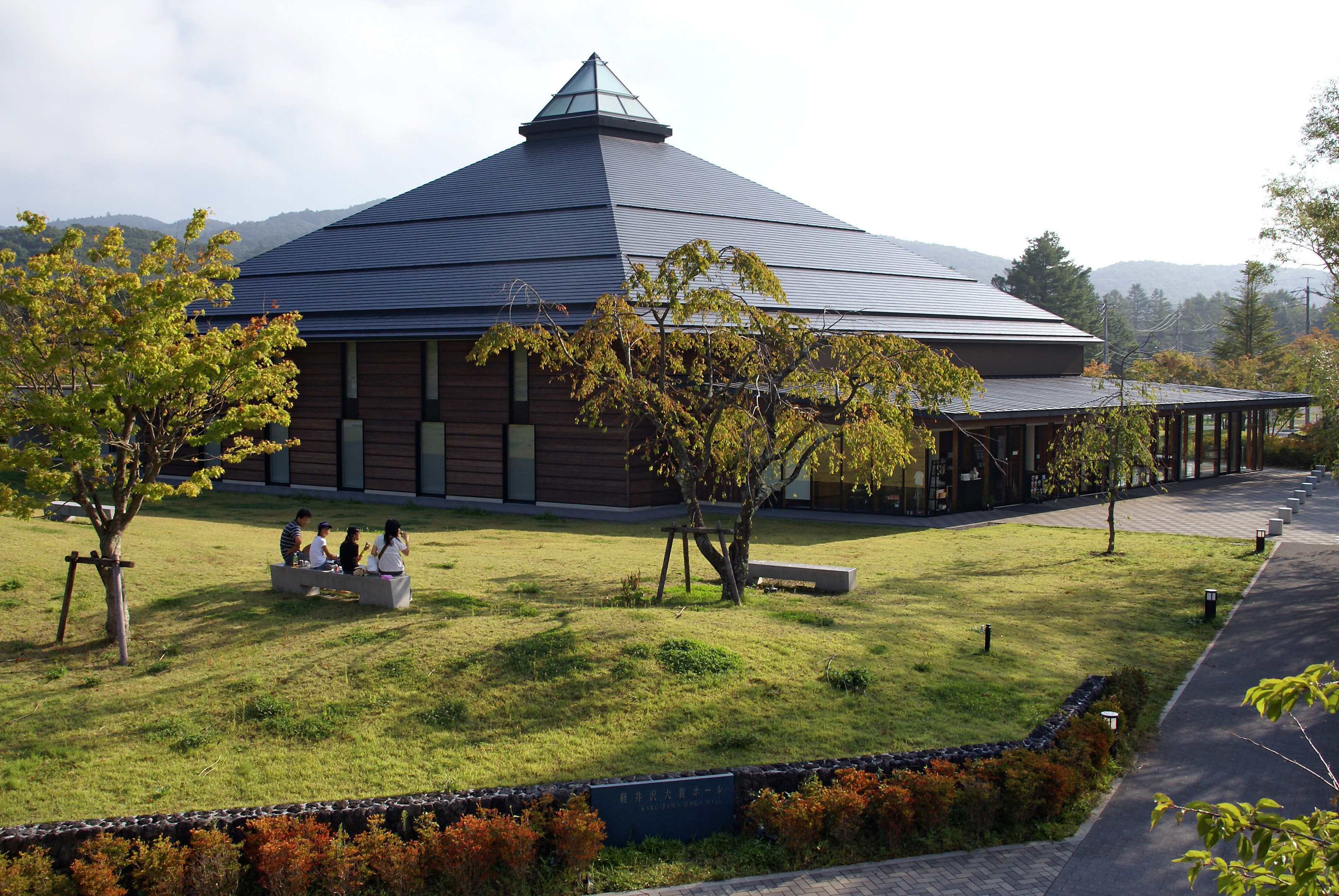
قاعة أغ كارويزاوا
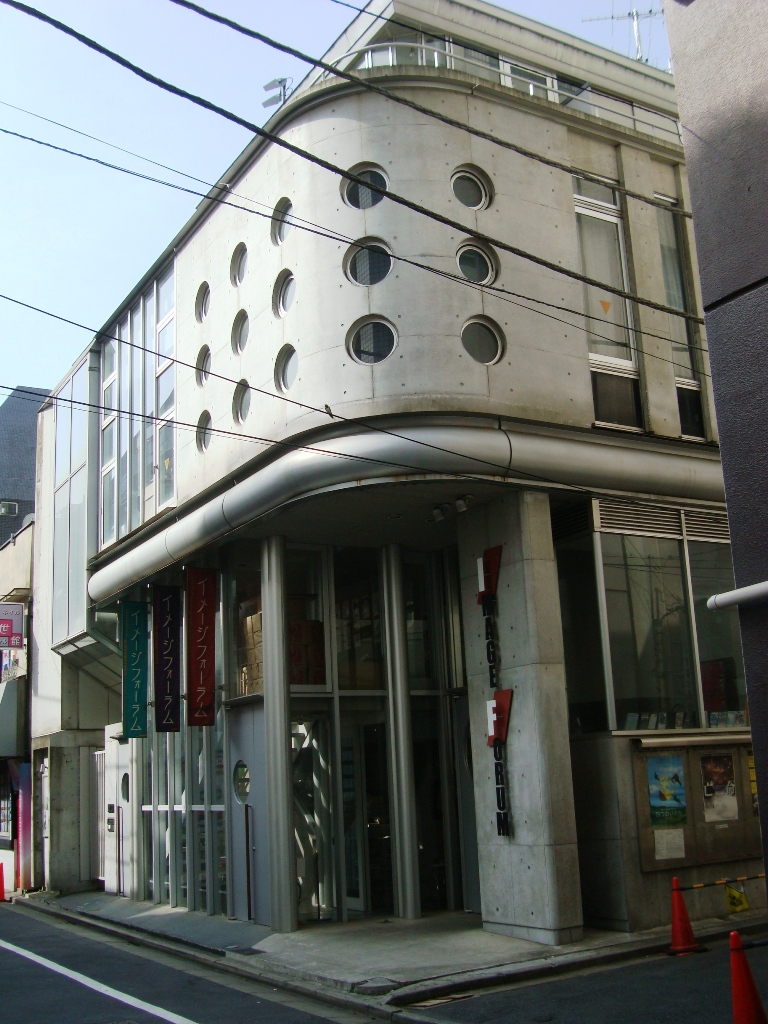
سينما "منتدى الصور" في شيبويا

## روابط خارجية
- كوارتيت على موقع IMDb (الإنجليزية)
- كوارتيت على موقع نتفليكس (الإنجليزية)
- كوارتيت على موقع ليتربوكسد (الإنجليزية)
- كوارتيت على موقع كينوبويسك (الروسية)
- كوارتيت على موقع قاعدة بيانات الفيلم (الإنجليزية)

## روابط أضافية
- الموقع الرسمي